# Patrick Bechter
Patrick Bechter (Dornbirn, 2 agosto 1982) è un ex sciatore alpino austriaco specialista delle prove tecniche.

## Biografia

### Stagioni 1998-2005
Attivo in gare FIS dal novembre del 1997, Bechter esordì in Coppa Europa il 17 gennaio 2001, classificandosi 98º in discesa libera ad Altenmarkt-Zauchensee, e nella stessa stagione vinse la medaglia d'oro nella combinata ai Mondiali juniores di Verbier. In Coppa Europa ottenne il primo podio nello slalom speciale di Le Grand-Bornand del 16 marzo 2002 (3º) e la prima vittoria nello slalom gigante di Krompachy Plejsy del 10 gennaio 2003; in quella stagione 2002-2003 in Coppa Europa giunse 2º nella classifica di slalom gigante.
La sua prima gara di Coppa del Mondo fu lo slalom gigante di Park City del 22 novembre 2003, dove non si qualificò per la seconda manche. Nel 2004-2005 in Coppa Europa arrivò 4º nella classifica generale e nuovamente 2º in quella di slalom gigante.

### Stagioni 2006-2012
Nella stagione 2005-2006 in Coppa del Mondo conquistò i primi punti, il 18 dicembre quando giunse 17º nello slalom gigante dell'Alta Badia, e il miglior piazzamento di carriera, l'8º posto nello slalom gigante di Adelboden del 7 gennaio; in Coppa Europa quell'anno vinse la sua ultima gara, lo slalom gigante di Hinterstoder del 10 gennaio, e si piazzò 3º nella classifica di slalom gigante.

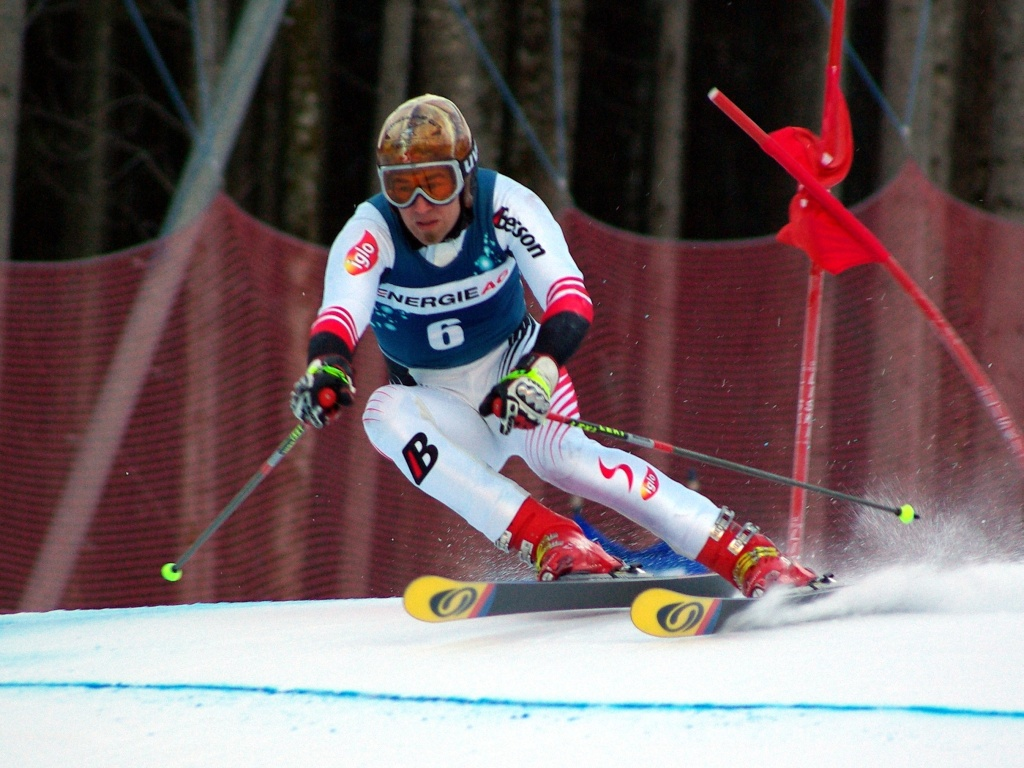
Patrick Bechter in gara a Hinterstoder nel 2008

Il 3 dicembre 2008 ottenne a Reiteralm in slalom speciale il suo ultimo podio in Coppa Europa (3º) e il 24 gennaio 2012 disputò a Schladming la sua ultima gara di Coppa del Mondo, senza completare la prima manche dello slalom speciale in programma. Si congedò dal Circo bianco partecipando a una gara locale a Mellau l'11 marzo seguente; in carriera non prese parte né a rassegne olimpiche né iridate.

## Palmarès

### Mondiali juniores
- 1 medaglia:
  - 1 oro (combinata a Verbier 2001)

### Coppa del Mondo
- Miglior piazzamento in classifica generale: 72º nel 2009

### Coppa Europa
- Miglior piazzamento in classifica generale: 4º nel 2005
- 16 podi:
  - 4 vittorie
  - 3 secondi posti
  - 9 terzi posti

#### Coppa Europa - vittorie
| Data             | Località         | Paese      | Specialità |
| ---------------- | ---------------- | ---------- | ---------- |
| 10 gennaio 2003  | Krompachy Plejsy | Slovacchia | GS         |
| 11 dicembre 2003 | San Vigilio      | Italia     | GS         |
| 6 dicembre 2004  | Valloire         | Francia    | GS         |
| 10 gennaio 2006  | Hinterstoder     | Austria    | GS         |

Legenda:

GS = slalom gigante

### Campionati austriaci
- 3 medaglie[1]:
  - 1 oro (slalom speciale nel 2002)
  - 2 bronzi (slalom speciale nel 2004; slalom speciale nel 2005)

### Campionati austriaci juniores
- 8 medaglie[1]:
  - 2 ori (discesa libera nel 1999; supergigante nel 2002)
  - 3 argenti (combinata nel 2000; slalom gigante, slalom speciale nel 2002)
  - 3 bronzi (combinata nel 1998; supergigante nel 2000; combinata nel 2002)